# Voie Étroite (revue)
Voie Étroite Le magazine des Chemins de Fer Touristiques, Militaires et Industriels, est une revue bimestrielle française, consacrée au monde ferroviaire, notamment à l'historique des lignes et matériels roulant, ainsi qu'à l'actualité des chemins de fer touristiques en France et dans le monde. Voie Étroite est une revue associative écrite par des bénévoles passionnés, et éditée par l'Association Picarde pour la Préservation et l'Entretien des Véhicules Anciens (APPEVA).

## Historique
L'origine de la revue remonte à 1972, lorsque, à l'initiative de Jacques Pradayrol, l'APPEVA, crée un bulletin associatif interne, photocopié, destiné à ses membres. Au fil des années Voie Étroite a enrichi son contenu et est passée d'une couverture en couleur et d'un contenu en noir et blanc à une quadrichromie sur toutes ses pages

## Ligne éditoriale & contenu
Après l'information des membres de l'APPEVA, l'objectif de la revue Voie Étroite est devenu plus ambitieux, augmenter son public en publiant ses recherches, notamment historiques, et son actualité. L'inter-activité produite avec les lecteurs, permet l'ouverture de ses pages à des contributeurs d'autres associations, géographiquement éloignées, mais partageant le même projet de préservation ferroviaire.
Cette dynamique permet, à la petite équipe de rédaction, la composition de numéros constitués d'articles fournis par des bénévoles d'associations françaises mais aussi d'autres régions du monde. Les pages alternes, des rubriques d'informations sur les chemins de fer touristiques, des reportages touristiques, des études historiques sur les chemins de fer et leur matériel roulant ferroviaire. On note aussi la présence d'une rubrique petites annonces spécialisée dans le matériel à voie étroite.

## Anciens numéros
Sur le site Internet de la revue, on trouve la liste des numéros parus par année, il est possible de voir la couverture à partir du no170 de 1999. Il n'est pas possible de faire une recherche sur les titres et contenus.

## Distribution
En 2006, la revue Voie Étroite est éditée, depuis dix ans, à plus de 4 000 exemplaires : près de 800 par abonnement, les NMPP en diffusant 3 500.